# Live at the Rainbow
Live at the Rainbow е лайф видео, записано от Айрън Мейдън на 21 декември 1980 г. и издадено през 1981 г. Това е първото видео на групата и включва едни от първите концерти с китариста Ейдриън Смит, а също така и ранна версия на „Killers“, различна от записаната през следващата година.

## Състав
- Пол Диано – вокал
- Дейв Мъри – китара
- Ейдриън Смит – китара
- Стив Харис – бас
- Клив Бър – барабани